# Hercules (эмулятор)
Hercules — программный эмулятор мейнфреймов IBM (System/370, System/390, zSeries/System z) и совместимых (Amdahl). Hercules запускается на персональных компьютерах с ОС Linux, Windows, FreeBSD, Solaris, Mac OS X, MorphOS. Код эмулятора распространяется по условиям open source (QPL). Аналогичен проектам Bochs и QEMU в том, что эмулирует лишь центральный процессор и небольшое количество периферийных устройств. Hercules стал первым эмулятором 64-битных мейнфреймов z/Architecture.
Разработку начал Roger Bowler в 1999. В настоящее время проект поддерживает Jay Maynard.